# Barry (Minnesota)
Pour les articles homonymes, voir Barry.
Barry est une ville américaine située dans le Comté de Big Stone, dans le Minnesota. Selon le recensement de 2010, sa population est de 16 habitants.